# Post Electric Blues
Albums de Idlewild
Make Another World
(2007)
Post Electric Blues est le septième album d'Idlewild, sorti en 2009, dans la lignée de leur précédent opus.
Ce quintette écossais, au talent reconnu, mais qui reste peu connu en dehors du Royaume-Uni, écrit des chansons au style rapidement reconnaissable. Post Electric Blues, qui ne déroge pas à cette règle, est un album plus calme que 100 Broken Windows, Warning Promises ou Make Another World. L'album est doté de morceaux rapides, encadrés de claviers synthétiques (Younger Than America). L'album contient aussi quelques ballades comme Take Me Back to The Islands (révérencieusement irlandaises).
Idlewild demeure un groupe rock en perpétuelle recherche sonore et artistique. Le groupe est associé depuis plusieurs années au même producteur, Dave Eringa.

## Liste des titres
Tous les titres sont composés par Jones/Newton/Russell/Stewart/Woomble.
1. "Younger Than America" – 3:57
2. "Readers & Writers" – 2:50
3. "City Hall" – 3:21
4. "(The Night Will) Bring You Back to Life" – 3:24
5. "Dreams of Nothing" – 3:08
6. "Take Me Back to the Islands" – 4:58
7. "Post-electric" – 5:08
8. "All Over the Town" – 2:07
9. "To Be Forgotten" – 3:23
10. "Circles in Stars" – 3:47
11. "Take Me Back in Time" – 4:38